# Panzergruppe 3
Panzergruppe 3 var ett tyskt förband av arméstorlek under andra världskriget vilket spelade en stor roll i operation Barbarossa. Den sattes upp den 16 november 1940 från XV. Armeekorps. Ombildades till 3. Panzerarmee den 1 januari 1942.

## Barbarossa
Pansargruppen deltog i den inledande delen av anfallet på Sovjetunionen som en del av armégrupp Mitte.

### Organisation
Organisation den 22 juni 1941:
- LVII. Armeekorps
- XXXIX. Armeekorps

## Moskva

### Organisation
Organisation den 2 oktober 1941:
- VI. Armeekorps
- XXXXI. Armeekorps
- LVI. Armeekorps
- V. Armeekorps

## Ledning

### Befälhavare
- Generaloberst Hermann Hoth    16 november 1940 - 5 oktober 1941
- Generaloberst Hans-Georg Reinhardt   5 oktober 1941 - 1 januari 1942

### Stabschef
- Oberst Walther von Hünersdorff   16 november 1940 - 1 januari 1942

### Operationschef (Ia)
- Oberstleutnant Harald Freiherr von Elverfeldt   16 november 1940 - 1 februari 1941
- Oberstleutnant Carl Wagener   1 februari 1941 - 1 januari 1942